# Angoladrongovliegenvanger
De Angoladrongovliegenvanger (Melaenornis brunneus; synoniem: Dioptrornis brunneus) is een zangvogel uit de familie Muscicapidae (vliegenvangers).

## Verspreiding en leefgebied
Deze soort is endemisch in Angola en telt twee ondersoorten:
- M. b. brunneus: de laaglanden van westelijke Angola.
- M. b. bailunduensis: de hooglanden van westelijk Angola.